# Singra (Spagna)
Singra è un comune spagnolo di 87 abitanti situato nella comunità autonoma dell'Aragona.